# "Hello, World!" 프로그램

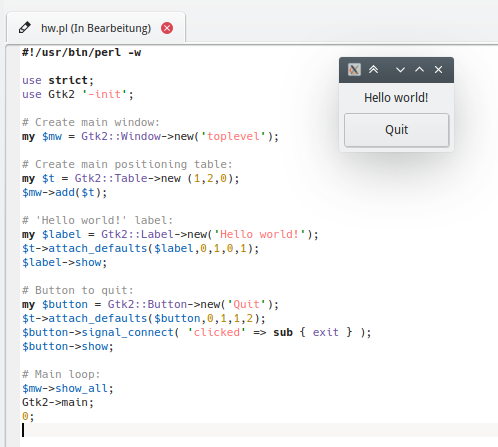
펄로 작성된 GTK2기반 GUI 형태의 헬로 월드 프로그램

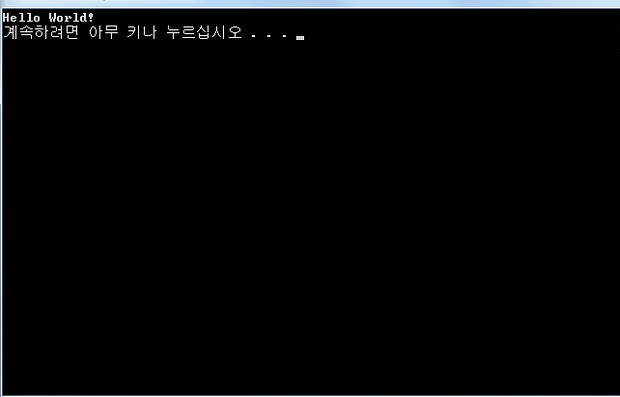
C언어로 만들어진 Hello World 프로그램

"Hello, World!" 프로그램 (세상아, 안녕!)은 "Hello, world!"를 화면에 출력하는 컴퓨터 프로그램이다. 이 프로그램은 프로그래밍 언어를 연습하는 데에 많이 쓰이고, 많은 프로그래밍 언어 서적에서 가장 처음 만들어보는 기본 예제로 나온다.
"Hello, World!" 프로그램은 프로그래밍 언어로 할 수 있는 간단한 것 중 하나이다. 그러나, GUI를 사용할 때를 비롯하여, 어떤 경우에는 코드가 대단히 복잡해질 수 있다. 또 다른 경우에는 프로그램 자체는 간단하지만 CLI 셸에서 입력해야 하는 파라미터가 많아 복잡한 경우도 있다. 또 임베디드 시스템에서는 글자들이 한정된 한두 줄의 LCD에 표시될 것이다. 더욱 심한 경우에는 글자를 표시할 수 없어 "Hello world!" 대신에 간단하게 LED 점 등을 할 수도 있다.
또한, "Hello, World!" 프로그램은 언어의 컴파일러, 통합 개발 환경, 런타임 환경이 정상적으로 작동하는지를 확인하는 새너티 테스트로써 쓸모가 있다. 개발환경 구축에 필요한 툴체인을 바닥부터 구축하여 가장 간단한 프로그램을 컴파일하고 실행하기까지에는 상당한 작업이 필요하다. 따라서 새로운 툴체인을 테스트할 때에는 될 수 있는 한 간단한 프로그램을 쓴다.
프로그래밍 할 수 있는 컴퓨터 개발에 있어서 작고 간단한 테스트용 프로그램이 이전에도 존재했으나, "Hello world!"가 사용된 것은 1978년에 출판된 브라이언 커니핸과 데니스 리치가 쓴 책 "The C Programming Language"에서 비롯한다. 이 책에서 첫 번째 예제 프로그램으로 hello, world 라는 문장을 출력했다. 모두 소문자이고, 느낌표도 없었다. 이 프로그램은 1974년에 벨 연구소에서 커니핸이 써서 연구소 내에서 사용한 작은 매뉴얼인 〈Programming in C: A Tutorial〉의 것을 물려받았다.
| 커니핸의 코드 | main( ) { printf("Hello, world!"); }                                   |
| ANSI C 코드   | #include <stdio.h> int main() { printf("Hello, world!\n"); return 0; } |

하지만, 처음으로 "hello"와 "world"를 같이 사용한 경우는 브라이언 커니핸이 1973년도에 쓴 〈A Tutorial Introduction to the Language B〉에 등장한다.
구두 방식이나 단락 방식에 따라서 여러 가지 방법이 존재하고, 출력 문장에서 몇몇 차이가 발생한다. 쉼표나 느낌표가 생략되는 경우도 있고, 'H'만이 대문자로 되거나 혹은 모두 소문자가 되는 경우도 있다. 원래 것과는 좀 달라졌지만, 가장 일반적인 문장은 "Hello, world!"이다. 몇몇 언어에서는 모든 문자를 대문자로 출력하여, "HELLO WORLD!"와 같은 결과가 나오기도 하고, 많은 난해한 프로그래밍 언어에서는 약간 변형된 문장을 출력하기도 한다. "Hello world" 프로그램은 보통은 스트링 끝이 개행 문자의 출력도 포함한다. (ASCII 코드 10 혹은 13,10)
"hello world" 프로그램의 여러 가지 언어로 쓰인 코드들의 모음은 여러 프로그래밍 언어들을 배우고 비교하는 데에 도움을 주는, 간단한 "로제타석"으로 사용할 수도 있다.
프로그래밍 언어를 처음 접하거나 처음 프로그래밍을 하는 사람들이 많이 사용하는 것이 이 Hello World!이다.

## 다양한 언어들의 Hello World

### ABAP
```
write
:
 
'Hello, World!'
.

```

### Ada
```
with
 
Ada.Text_IO
;

use
 
Ada.Text_IO
;

procedure
 
Hello
 
is

begin

   
Put_Line
 
(
"Hello, world!"
);

end
 
Hello
;

```

### ALGOL 60
```
BEGIN
 
DISPLAY
(
"HELLO WORLD!"
)
 
END
.

```

### ALGOL 68
```
begin

  printf(($gl$,"Hello, world!"))

end
```

### AppleScript
한 주요 출력 모드인 TTS를 이용한 프로그램:
```
say
 
"Hello, world!"

```

대체적으로, "확인" 버튼이 표시될 수 있는 경고창을 띄우는 프로그램:
```
display alert
 
"Hello, world!"

```

### BASIC
```
10
 
PRINT
 
"Hello, World!"

```

### 배치 파일
```
@
echo
 off

echo
 Hello, World!

```

### 유닉스 셸
```
echo
 
"Hello, World!"

```

### C
```
#include
 
<stdio.h>

int
 
main
(
void
){

    
printf
(
"Hello, World!"
);

    
return
 
0
;

}

```

### C++
```
#include
 
<iostream>

int
 
main
()

{

  
std
::
cout
 
<<
 
"Hello, World!
\n
"
;

  
return
 
0
;

}

```

### C#
```
using
 
System
;

Console
.
WriteLine
(
"Hello, World!"
);

```

### Clojure
```
(
println 
"Hello, World!"
)

```

### COBOL
```
IDENTIFICATION
 
DIVISION
.

PROGRAM-ID
.
 
HELLO-WORLD
.

PROCEDURE
 
DIVISION
.

    
DISPLAY 
'Hello, World!'
.

    
STOP
 
RUN
.

```

### D
```
import
 
std
.
stdio
;

void
 
main
()
 
{

    
writeln
(
"Hello, World!"
);

}

```

### Dart
```
void
 
main
()
 
{

  
print
(
'Hello, World!'
);

}

```

### Elixir
```
IO
.
puts
(
"Hello, World!"
)

```

### Ezhil
```
பதிப்பி
 
"உலகே வணக்கம்"

பதிப்பி
 
"Hello, World!"

exit
()

```

### F#
```
printfn
 
"Hello world!"

```

### Forth
```
."
 
Hello, World!
"
 
CR

```

### Fortran
```
program 
Hello

  
print
 
*
,
 
"Hello, World!"

end program 
Hello

```

### Go
```
package
 
main

import
 
"fmt"

func
 
main
()
 
{

    
fmt
.
Println
(
"Hello, World!"
)

}

```

### Groovy
```
println
 
"Hello, World!"

```

### 하스켈
```
main
 
::
 
IO
 
()

main
 
=
 
putStrLn
 
"Hello, World!"

```

### 자바
```
public
 
class
 
Main
 
{

  
public
 
static
 
void
 
main
(
String
[]
 
args
)
 
{

    
System
.
out
.
println
(
"Hello, World!"
);

  
}

}

```

### JavaScript
브라우저 콘솔에서:
```
console
.
log
(
"Hello, World!"
);

```

HTML 문서에서:
```
document
.
write
(
"Hello, World!"
);

```

또는
```
alert
(
"Hello, World\n"
);

```

### Julia
```
println
(
"Hello, World!"
)

```

### Kotlin
```
fun
 
main
()
 
{
                       

    
println
(
"Hello, World!"
)
        

}

```

### Lisp
```
(
print
 
"Hello, World!"
)

```

### Logo
```
print [Hello, World!]
```

### LOLCODE
```
HAI 1.2
CAN HAS STDIO?
VISIBLE "Hello World!"
KTHXBYE

```

### 루아
```
print
(
"Hello, World!"
)

```

### 오브젝티브-C
```
#import <stdio.h>

int
 
main
()
 
{

        
printf
(
"Hello, world!
\n
"
);

}

```

또는 NeXTSTEP 프레임워크를 이용해,
```
#import <Foundation/Foundation.h>

int
 
main
(
int
 
argc
,
 
const
 
char
 
*
 
argv
[])
 
{

    
@autoreleasepool
 
{

        
NSLog
(
@"Hello, World!"
);

    
}

    
return
 
0
;

}

```

### OCaml
```
print_endline
 
"Hello, World!"

```

### 파스칼
```
program
 
Hello
;

begin

  
writeln
 
(
'Hello, World!'
)
;

end
.

```

### 펄
```
print
 
"Hello, World!\n"
;

```

### PHP
```
Hello
,
 
World
!

```

또는
```
<?php

echo
 
'Hello, World!'
;

```

### 파워셸
```
'Hello, World!'

```

### 프롤로그
```
main
()
 
:-
 
write
(
"Hello, World!"
),
 
nl
.

```

### 파이썬
파이썬 2
```
print
 
"Hello, World!"

```

파이썬 3
```
print
(
"Hello, World!"
)

```

### R
```
print
(
"Hello, World!"
)

```

### 래킷
```
#lang 
racket

(
displayln
 
"Hello, World!"
)

```

### 루비
```
puts
 
"Hello, World!"

```

### 러스트
```
fn
 
main
()
 
{

    
println!
(
"Hello, World!"
);

}

```

### 시뮬라
```
Begin

   
OutText
 ("Hello, World!");
   
Outimage
;

End
;
```

### 스몰토크
```
Transcript
 
show:
 
'Hello, world!'
.

```

### 표준 ML
```
print
 
"Hello, World!
\n
"

```

### 스위프트
```
print
(
"Hello, World!"
)

```

### Tcl
```
puts
 
"Hello, world!"

```

### TI-BASIC
```
:
Disp
 
"HELLO, WORLD!"

```

### VB스크립트
```
WScript
.
Echo
 
"Hello, World!"

```

### 웹어셈블리
```
(
module

  
(
import
 
"console"
 
"log"
 
(
func
 
$log
 
(
param
 
i32
)
 
(
param
 
i32
)))

  
(
import
 
"js"
 
"mem"
 
(
memory
 
1
))

  
  
(
data
 
(
i32.const
 
0
)
 
"Hello World"
)
 
;; 값 전역 메모리에 저장됨

  
(
func
 
(
export
 
"helloWorld"
)

      
i32.const
 
0

      
i32.const
 
11

      
call
 
$log

  
)

)

```

### x86 어샘블리
```
SECTION
 
.data

Msg:
 
db
 
"Hello world!"
,
 
10

Len:
 
equ
 
$
-
Msg

global
 
_start

_start:

    
mov
 
eax
,
4

    
mov
 
ebx
,
1

    
mov
 
ecx
,
Msg

    
mov
 
edx
,
Len

    
int
 
80H

    
mov
 
eax
,
1

    
mov
 
ebx
,
0

    
int
 
80H

```

## 같이 보기
- 프로그래밍 언어 목록
- 피보나치 수 프로그램
- 99병의 맥주